# Eiskastenspitze
Eiskastenspitze är en bergstopp i Österrike. Den ligger i distriktet Landeck och förbundslandet Tyrolen, i den västra delen av landet. Toppen på Eiskastenspitze är 3 324 meter över havet, eller 162 meter över den omgivande terrängen.
Den högsta punkten i närheten är Bliggspitze, 3 454 meter över havet, söder om Eiskastenspitze.
Trakten runt Eiskastenspitze består främst av kala bergstoppar och isformationer.